# Comuna Zavîdovîci, Horodok
Zavîdovîci (în ucraineană Завидовичі) este o comună în raionul Horodok, regiunea Liov, Ucraina, formată din satele Malovanka, Poricicea, Poricicea-Hruntove, Poricicea Zadvirne, Zalujanî, Zașkovîci și Zavîdovîci (reședința).

## Demografie
Componența lingvistică a comunei Zavîdovîci
     Ucraineană (99,81%)
     Alte limbi (0,18%)
Conform recensământului din 2001, majoritatea populației comunei Zavîdovîci era vorbitoare de ucraineană (99,81%), existând în minoritate și vorbitori de alte limbi.